# Adolf Wissel
 (août 2015).
Si vous disposez d'ouvrages ou d'articles de référence ou si vous connaissez des sites web de qualité traitant du thème abordé ici, merci de compléter l'article en donnant les références utiles à sa vérifiabilité et en les liant à la section « Notes et références ».
Pour les articles homonymes, voir Wissel.
Adolf Wissel né à Velber le 19 avril 1894 et mort dans cette même ville en novembre 1973 est un peintre allemand, artiste officiel du régime nazi. Sa mère d’origine espagnole migre en Allemagne au début du XXe siècle.
Wissel peint de nombreux tableaux qui montrent la vie rurale de familles d'agriculteurs. Conçue pour associer les idées de la santé, la famille et de la maternité en accord avec l'idéologie du régime. L'exposition de peintures de ce genre étaient destinées à montrer que les paysans et la classe ouvrière avaient une vie agréable. Son tableau le plus connu est la Famille de paysans de Kahlenberg (1939), une huile sur toile représentant une famille aryenne à une table. Cette toile mesure 67 × 51,5 cm. Ce tableau se trouve au musée d'histoire allemande à Berlin. Adolf voulait montrer la race aryenne des nazis.